# Гравина (мост)
Гравина айленд Бридж (англ. Gravina island Bridge, неофициально «Мост в никуда») — проект моста на Аляске, который соединял бы аэропорт Кетчикан на острове Гравина и сам город Кетчикан на острове Ревильяхихедо, заменив паромное сообщение. Минимальная ширина пролива между островами около 300 метров. Проект был предложен в 2005 году. Получил прозвище «Мост в никуда», несмотря на построенную дорогу к предполагаемому месту строительства путепровода, которое так и не было начато. Вопрос о его строительстве сыграл большую роль в политической карьере Сары Пэйлин — губернаторской кампании 2006 года и вице-президентской кампании 2008 года.